# Estados escravagistas e livres

Uma animação que mostra o status de estados livre/escravo e territórios dos Estados Unidos, 1789-1861. A guerra civil começou em 1861. A escravidão foi abolida pela 13ª Emenda, em 1865.

Na história dos Estados Unidos, um estado escravagistas era um estado norte-americano em que a escravidão era legal em um determinado ponto do tempo, e um estado livre era aquele em que a escravidão era proibida ou sendo eliminada em algum ponto do tempo. A escravidão era um assunto polêmico e foi uma das causas da Guerra Civil Americana. A Décima Terceira Emenda à Constituição dos Estados Unidos, ratificada em 1865, aboliu a escravidão no país, e a distinção terminou.

## História inicial
A escravidão era legal e praticada em cada uma das Treze Colônias. Movimentos políticos e sociais organizados para acabar com a escravidão começaram em meados do século XVIII. Os sentimentos da Revolução Americana e da igualdade evocados pela Declaração da Independência reuniu muitos negros americanos para a causa revolucionária e suas próprias esperanças de emancipação; ambos os homens negros escravos e livres lutaram na Revolução em ambos os lados.
Na década de 1770, os negros em toda Nova Inglaterra começaram a enviar petições às legislaturas do norte exigindo liberdade. Na Convenção Constitucional, muitas questões da escravidão foram debatidas e por um tempo a escravidão era um grande impedimento para a aprovação da nova Constituição. O compromisso da instituição era reconhecido embora nunca mencionado diretamente na constituição, como no caso da Cláusula do Escravo Fugitivo. Em 1800, todos os estados do norte haviam abolido a escravidão ou medidas elaboradas de modo a reduzi-la gradualmente. Por volta de 1789, quatro dos estados do Norte tinham adotado políticas para abolir a escravidão, pelo menos, gradualmente: Pensilvânia (1780), Nova Hampshire e Massachusetts (1783), Connecticut e Rhode Island (1784). Em 1804 todos os outros estados do Norte aboliram a escravidão: Nova Iorque (1799), Nova Jérsei (1804). Vermont aboliu a escravidão em 1777, quando ainda era independente, e quando se juntou aos Estados Unidos como o 14º estado, em 1791, foi o primeiro estado a aderir a escravidão. Kentucky foi criado um estado de escravos da Virgínia (1792), e Tennessee foi criado um estado de escravos da Carolina do Norte (1796). Por volta de 1800, antes da criação de novos estados a partir dos territórios ocidentais federais, o número de estados livres e escravos eram oito cada um. No uso popular, a divisão geográfica entre os estados escravos e livres foi chamada de Linha Mason-Dixon.